# Гудковська Інна Євгенівна
Гудковська Інна Євгенівна  (нар. 20 червня 1942, Лисичанськ, Луганська область, УСРР — пом. 15 квітня 2011, Лисичанськ, Україна) — поетеса, художниця, педагог, член міжрегіонального союзу письменників та міського літературного об'єднання «Істок» (Лисичанськ), лауреат літературної премії імені Володимира Сосюри.

## Біографія
Народилася 20 червня 1942 року у місті Лисичанськ, Луганської області, УСРР (нині Україна).
Мати — Євдокія Єлізаровна Гудковська (нар. 1918 р. — пом. 1993 р.), талановита художниця, почесна громадянка міста. Родом з Ізюмщини, прийшла в місто Лисичанськ в 1933 р. разом з сестрою, рятуючись від голоду. Працювала з дітьми, вчила їх крою та шиттю, в'язанню, вишивці художньою гладдю, роботі з природними матеріалами, була єдиною флористкою в області. Її роботи експонувалися в Луганську, Києві, Калінінграді, Москві, Бухарі.
Батько — Євген Петрович Гудковський (нар. 1917 р. — пом. 2002 р.), гірничий спеціаліст, родом з міста Привілля. За його ініціативи було створено «Музей історії розвитку Лисичанського кам'яновугільного району», видано альбом «І пам'ять ожила», створено книгу пам'яті «Ціна чорного золота», в якій зібрано інформацію більш ніж про шістсот шахтарів, що загинули в вугільних шахтах.
Інна Євгенівна народилася в часи окупації Лисичанська фашистськими загарбниками. В однорічному віці перехворіла на поліомієліт і залишилася інвалідом дитинства першої групи на все життя. Навчалась в Лисичанській школі № 8. У восьмому класі відвідувала літературний гурток під керівництвом заслуженого вчителя УСРР Олександри Георгіївни Багриновської, почала писати вірші.
Отримала вищу філологічну освіту в Луганському педагогічному інституті імені Т. Г. Шевченка (нині Луганський національний університет імені Тараса Шевченка). Працювала учителем, бібліотекарем, багато років була керівником студії образотворчого та декоративно-прикладного мистецтва у будинку піонерів (нині Центр по роботі зі школярами та молоддю).
15 квітня 2011 року Інна Євгенівна пішла з життя. Похована в місті Лисичанську.

## Творчість
Ім'я Інни Гудковської відоме широкому колу шанувальників її творчості не лише у рідному місті Лисичанську, але і далеко за його межами. Через свою інвалідність вона з дитинства вчилася інакше сприймати цей світ, любити та захоплюватись його красою. Важка хвороба — поліомієліт — не зламала її, а навчила стійкості та витривалості. Характер цієї цікавої жінки був дуже твердим та незламним, але водночас не позбавлений і людських слабостей. Вона жила коханням, хоча і гостро відчувала свою самотність. І тому рятівним кругом в її житті стала поезія.
В 1962 році Інна Євгенівна стала учасником міського літературного об'єднання «Істок». З 1963 року її твори публікувалися на сторінках місцевої газети «Новий путь», увійшли до різних поетичних альманахів України та Росії. В 2001 році Інна Гудковська стала членом Міжрегіональної спілки письменників України. В 2003 стала лауреатом літературної премії ім. Володимира Сосюри.
Було видано 15 її збірок:
- «Мой Бог— любовь» (1994)
- «Высокая нота печали…» (1996)
- «Остров спасення» (1999)
- «Небо желаний» (2000)
- «Курс на радугу» (2001)
- «Птах кохання» (2003)
- «Бусинка» (2003)
- «Вариации» (2004)
- «Лабиринт» (2005)
- «Ассорти» (2006)
- «Галерея любви» (2006)
- «Шанс» (2007)
- «Торнадо» (2008)
- «Розрада» (2008)
- «Фантастические мосты» (2010)

Інна Євгенівна писала російською та українською мовами.
З дитячих років Інна Євгенівна мріяла бути професійним художником, але проблеми зі здоров'ям стали на заваді дитячій мрії. Але це не завадило їй творити, брати участь у виставках і стати Лауреатом Першого Всесоюзного огляду самодіяльних художників (1976). Улюблений жанр — портрет, улюблена техніка — пастель, масло, вугілля, акварель, туш.

## Нагороди
- Лауреат літературної премії ім. Володимира Сосюри (2003)
- Лауреат Першого Всесоюзного огляду самодіяльних художників (1976)